# Gunung Genting Pelu
Gunung Genting Pelu är ett berg i Indonesien.   Det ligger i provinsen Aceh, i den västra delen av landet, 1 600 km nordväst om huvudstaden Jakarta. Toppen på Gunung Genting Pelu är 936 meter över havet, eller 83 meter över den omgivande terrängen. Bredden vid basen är 1,1 km.
Terrängen runt Gunung Genting Pelu är huvudsakligen kuperad, men åt nordost är den bergig.Runt Gunung Genting Pelu är det mycket glesbefolkat, med 5 invånare per kvadratkilometer. I omgivningarna runt Gunung Genting Pelu växer i huvudsak städsegrön lövskog.